# Hrozňatov
Hrozňatov (in tedesco Kinsberg) è una frazione di Cheb, capoluogo ceco dell'omonimo distretto, nella regione di Karlovy Vary.
Le prime notizie riguardanti il villaggio di "Kiensberg" risalgono al 1217. Nel 1918, con la fondazione della Cecoslovacchia, prese il nome di Starý Kynšperk ma nel 1946 assunse il nome di Starý Hrozňatov in onore del beato Croznato (Hroznata), che morì martire nel locale castello.

## Monumenti e luoghi d'interesse
- Castello di Starý Hrozňatov